# Bernard Francis Law
Bernard Francis Law   (Torreón, 4 de novembre de 1931 - Roma, 20 de desembre de 2017) fou un cardenal de l'Església Catòlica Romana estatunidenc. Fou arquebisbe emèrit de Boston, arxipreste de la Basílica de Santa Maria la Major, i cardenal prevere de Santa Susanna, l'església catòlica dels Estats Units a Roma.
Law va ser l'arquebisbe de Boston des de 1984 fins a la seva renúncia el 13 de desembre de 2002, en resposta a l'escàndol d'abusos sexuals a l'Església Catòlica, després que documents de l'Església van mostrar que va ocultar els abusos sexuals comesos per desenes de sacerdots catòlics a la seva diòcesi. Un únic sacerdot va revelar que havia violat o abusat de 130 nens durant dècades mentre que Law i altres autoritats locals el traslladaven d'església en lloc d'acudir a les autoritats. Law orquestrà assentaments secrets per demandes d'abús en contra seu en almenys setanta dels seus sacerdots, en les quals es va pagar a les famílies perquè silenciessin els abusos sexuals i la violació dels seus fills.
Dos anys després de renunciar al seu càrrec a Boston, el que l'Església anomena «un pas important en el procés de curació», el papa Joan Pau II el va nomenar arxipreste de la Basílica de Santa Maria la Major a Roma el 2004. Va renunciar aquesta posició en arribar a l'edat de vuitanta anys al de novembre del 2011.

## Biografia

### Primers anys
Law va néixer a la ciutat mexicana de Torreón, Coahuila, el 4 de novembre de 1931. Va assistir a escoles de Nova York, Florida, Geòrgia, i Barranquilla (Colòmbia), abans de graduar-se a l'escola superior Charlotte Amalie High School a St. Thomas a les Illes Verges. Mentre que estava a l'escola secundària va treballar al Virgin Islands Daily News.
Es va graduar per la Universitat Harvard a Cambridge a l'estat de Massachusetts, amb una especialització en història medieval, abans d'estudiar filosofia al Seminari de Sant Josep de Sant Benet a Louisiana, (1953-1955), i teologia a la Universitat Pontifícia Josephinum a Worthington a l'estat d'Ohio (1955-1961).
El 21 de maig de 1961, Law va ser ordenat sacerdot per a la diòcesi de Natchez-Jackson, a Mississipi. Va servir dos anys com a vicari de l'església de Saint Paul a Vicksburg, on va ser l'editor del Mississippi Register, el diari diocesà. També va ocupar diversos altres càrrecs diocesans entre 1963 i 1968, entre ells el director de l'oficina de la vida familiar i director espiritual del seminari menor.

### Activisme pels drets civils
Law va ser un activista pels drets civils. Va ser membre de la Conferència de Líders de Mississipi i del Consell de Relacions Humanes de Mississipi. Per les seves activitats en favor dels drets civils i les seves fortes posicions en matèria de drets civils al Mississippi Register, dels quals va ser editor, va rebre amenaces de mort. El diari va perdre molts subscriptors per a qui no les agradava la seva postura en el tema de drets civils.
Charles Evers, activista i germà de l'activista de drets civils assassinat Medgar Evers, va lloar Law i va dir que va actuar «no pels negres, sinó per la justícia i el que és correcte».
L'activitat dels drets civils de Law el va portar a crear llaços amb líders de les esglésies protestants i va rebre l'atenció nacional pel seu treball vers l'ecumenisme. El 1968 va ser aprofitat pel seu primer càrrec a nivell nacional, com a director executiu de la Comissió de Bisbes dels Estats Units per a l'Ecumenisme i Afers interreligiosos.

### Bisbe de Springfield-Cape Girardeau
El Papa Pau VI va nomenar Law bisbe de la diòcesi de Springfield-Cape Girardeau a Missouri el 22 d'octubre de 1973 i va ser consagrat el 5 de desembre següent. El predecessor de Law a Springfield-Cape Girardeau era William Wakefield Baum, un altre futur cardenal.
El 1975, es va fer notícia quan es va disposar la reinstal·lació a la seva diòcesi de cent seixanta-sis refugiats vietnamites que havien arribat als Estats Units, i que eren membres d'una congregació religiosa vietnamita, la Congregació de la Mare corredemptora.
Continuant el seu treball ecumènic, Law formà la Conferència de Lideratge Cristià de Missouri. Va esdevenir membre de la Secretaria del Vaticà per a la Promoció de la Unitat dels Cristians i va servir des de 1976 fins a 1981 com a consultor de la Comissió per a les relacions religioses amb els jueus. A la fi de 1970, Law també va presidir la Comissió Episcopal dels Estats Units per a Assumptes Ecumènics i Interreligiosos.
El 1981, va ser nomenat delegat del Vaticà per desenvolupar i supervisar un programa instituït per la Congregació de la doctrina de la Fe en la qual sacerdots episcopalians serien acceptats en el sacerdoci catòlic. En el primer any del programa seixanta-quatre sacerdots episcopalians van demanar el transfert. Això va portar sacerdots casats amb les seves famílies a les diòcesis catòliques dels Estats Units per primera vegada.

### Arquebisbe de Boston
L'11 de gener de 1984, Law va ser nomenat arquebisbe de Boston, per Joan Pau II. Va instal·lar-se com a arquebisbe el 23 de març de 1984. El 25 de maig de 1985, va ser elevat al Col·legi de Cardenals, on va ser nomenat cardenal prevere de l'església de Santa Susanna. La seva intervenció al Sínode dels Bisbes de 1985 marcà el 20 aniversari del final del Concili Vaticà II va conduir al desenvolupament del Catecisme de l'Església Catòlica. Law va supervisar el primer esborrany de la traducció a l'anglès.
A mitan de la dècada de 1980, Law va presidir la Comissió Episcopal d'Investigació i Pràctiques de Pastoral en el moment en què va distribuir un informe important estudi sobre la maçoneria. L'informe dels bisbes va arribar a la conclusió que «els principis bàsics i els rituals de la maçoneria encarnen una religió naturalista, la participació activa en la qual és incompatible amb la fe i la pràctica cristiana».

#### Coneixement dels abusos sexuals
Law va ser el primer funcionari d'alt nivell Església Catòlica en ser acusat de participar activament en l'encobriment d'abusos de menors per part de sacerdots pedòfils.
El gener del 2001 va ser acusat en diversos casos de baix perfil que implicaven sacerdots pedòfils, entre ells el sacerdot John Geoghan. L'editora del setmanari Boston Phoenix, Susan Ryan-Vollmar, destinà la reportera Kristen Lombardi per investigar-ho. Va escriure un article sobre els casos sota el títol «Cardinal sin». (que es pot traduir com a «pecat capital» o com a «pecat de cardenal»). Marc Keane, víctima de Geoghan, creia que Law sabia que Geoghan, que treballava a l'arxidiòcesi de Boston entre 1962 i 1993, va molestar nens en repetides ocasions. Keane va dir que l'arquebisbe no només va permetre el capellà seguís treballant, però en repetides ocasions el va traslladar de parròquia en parròquia, on va tenir contacte diari amb molts nens indefensos (un dels quals era Keane). El nou director del diari Boston Globe Martin Baron envià l'equip d'investigació de Spotlight per indagar el cas al setembre del 2001. Lombardi va reconèixer que el Globe pot haver tingut la història abans que ella, però es va retardar una mica en esperar que documents segellats esdevinguéssin públics.

### Renúncia com a arquebisbe de Boston
Després de la publicació al Boston Globe de desenes de sacerdots pederastes a l'arxidiòcesi de Boston sota Law (i el seu predecessor Humberto Medeiros), Law tenia l'opció de presentar la seva renúncia com a arquebisbe de Boston al Vaticà, que el Joan Pau II va acceptar el 13 de desembre de 2002. Law va escriure en una declaració personal que «les circumstàncies particulars d'aquest moment necessitaven una sortida tranquil·la. Si us plau, continueu tenint-me present en les vostres oracions» i es va establir a Roma. El juliol del 2003, el caputxí Sean O'Malley va ser nomenat el nou arquebisbe de Boston. El Boston Globe va dir en un editorial de l'endemà de la renúncia de Law hauria estat acceptada que «Law s'havia convertit en la figura central en un escàndol penal d'abusos, negació, suborn i encobriment que ressona a tot el món». Cinquanta-i-vuit sacerdots van signar una carta instant a la renúncia de Law, majoritàriament sacerdots diocesans que havien jurat obediència a Law com el seu superior directe; l'editorial deia que aquesta carta era «sens dubte un dels esdeveniments que van precipitar la seva sortida». L'escàndol publicat pel Boston Globe va ser l'argument de la pel·lícula guanyadora de l'Oscar, Spotlight, estrenada als Estats Units al de novembre del 2015, l'actor Len Cariou hi va interpretar el paper de Law.
En un comunicat, Law va dir: «Prego que aquesta acció [la seva renúncia] ajudi l'Arxidiòcesi de Boston per trobar la curació, la reconciliació i la unitat que tant es necessita. A tots aquells que han patit dels meus defectes i errors em desculpo e demano perdó.» Tot i que ja no és arquebisbe de Boston, Law segueix sent un bisbe i cardenal de l'Església Catòlica; com a cardenal, va participar en el conclave papal 2005. Tenia més de 80 anys i, per tant, no tenia dret de vot al conclave papal 2013.

### Trasllat a Roma
Al desembre del 2002, Law es va traslladar de Boston. Quan el fiscal general de l'estat va emetre el seu informe titulat Abús Sexual Infantil a l'Arxidiòcesi de Boston (23 de juliol, 2003) va criticar severament Law, esmentant que «l'arxidiòcesi ha mostrat una reticència institucional per abordar adequadament el problema i, de fet, eleccions que va permetre l'abús continuï», però no va al·legar que Law havia tractat d'evadir la investigació. Va senyalar que el Law no havia violat cap llei, perquè la llei requereix que l'abús que s'informa no s'ha ampliat per incloure als sacerdots fins a l'any 2002.
Al maig del 2004, Joan Pau II va nomenar Law per a un càrrec a Roma, com arxipreste de la Basílica de Santa Maria la Major, un càrrec honorífic amb funcions cerimonials.
Law va ser membre de les Congregacions per a les Esglésies Orientals, per al Clergat, per al Culte Diví i la Disciplina dels Sagraments, per a l'Evangelització dels Pobles, per als Instituts de Vida Consagrada i les Societats de Vida Apostòlica, per a l'Educació Catòlica, per als Bisbes, així com el Consell Pontifici per a la Família. Va formar part de totes aquestes congregacions i del Consell, abans de renunciar a l'arxidiòcesi de Boston, i en aquell moment era també un membre del Consell pontifici per a la Cultura.
Law va arribar als 80 anys el 4 de novembre de 2011, perdent el dret a participar en qualsevol conclave papal i en el mateix dia cessà de les seves diverses pertinences a la Cùria. Va romandre com a arxipreste de la Basílica de Santa Maria la Major fins al 21 de novembre del 2011, quan l'arquebisbe Santos Abril y Castelló li va succeir.
A Roma, Law es considera una veu conservadora activa i important en moltes de les oficines del Vaticà on va servir. Robert Mickens, un periodista del Vaticà des de fa molt de temps, va informar que Law creia que havia estat «mal fet», i altres cardenals el van veure com una víctima en lloc d'un culpable. Va ser membre de sis de les nou o deu congregacions del Vaticà, i va ser encara més influent quan, en establir-se a Roma, va poder assistir a totes les reunions, a diferència dels cardenals amb seu a altres països.

### Retir
«Habitualment es creia que [Law] viuria el seu retir a Roma» (quan va arribar a 80 anys). Malgrat haver estat directament responsable del moviment de capellans pederastes d'una parròquia a una altra, a l'arxidiòcesi de Boston, en comptes de tornar als Estats Units i respondre als centenars de víctimes, després de retirar-se el 2011, Law va continuar vivint a la Ciutat del Vaticà, i va assistir a totes les celebracions anuals de la festa nacional estatunidenca del 4 de juliol celebrades a l'ambaixada dels Estats Units davant la Santa seu.
Al maig del 2012 el canal de notícies amrericà MSNBC va informar que Law era «la persona a Roma que donava suport amb més força» a la resposta del Vaticà a la petició de l'arquebisbe de Baltimore William E. Lori per investigar i reprimir la Conferència de Lideratge de Dones Religioses, un gran grup de monges nord-americans que busquen un paper més important en l'Església.
Al març del 2013, Law vivia a la basílica de Santa Maria la Major. A partir del 2015, va passar a viure al palau de la Cancelleria.